# Touch and Go (Band)
Touch and Go ist eine britische Pop-Jazz-Band aus London, die vor allem für ihren Hit Would You...? bekannt ist.

## Karriere
Die Band Touch and Go besteht aus den beiden Interpreten Vanessa Lancaster (Gesang) und James Lynch (Trompete). Daneben sind die Produzenten David Lowe, Charlie Gillett und Gordon Nelki beteiligt.
Im Oktober 1998 veröffentlichte die Band die Hitsingle Would You...?, die in zahlreichen Ländern Chartplatzierungen erreichte und in den britischen Singlecharts auf Platz 3 kam. Der Song besteht aus einem sehr charakteristischen Sampling einer Frauenstimme, die folgende Aussage macht:

“I've noticed you around / I find you very attractive / Would you go to bed with me?”

„Du bist mir aufgefallen / Ich finde dich sehr attraktiv / Willst du mit mir ins Bett gehen?“

Dieser Text entspricht dem Text, mit welchem die Teilnehmer einer Studie von Russell Clark und Elaine Hatfield 1978 in Tallahassee Unterschiede in der Bereitschaft von Männern und Frauen untersuchten, auf sexuelle Offerten einzugehen.
Die Band hatte insbesondere in Osteuropa und Russland große Erfolge, wo sie auch zahlreiche Konzerte gab.

## Diskografie

### Alben
- I Find You Very Attractive (1999)

### Singles
- Would You...? (1998)
- Straight to ... Number One (1999)
- So Hot (2000)
- Tango in Harlem (2001)